# Diodella scandens
Diodella scandens är en måreväxtart som först beskrevs av Olof Swartz, och fick sitt nu gällande namn av Nélida María Bacigalupo och Elsa Leonor Cabral. Diodella scandens ingår i släktet Diodella och familjen måreväxter. Inga underarter finns listade i Catalogue of Life.